# Edifici d'habitatges a la plaça Elisabet i rambla dels Montcada (Vic)
L'Edifici d'habitatges a la plaça Elisabet i rambla dels Montcada és una obra de Vic (Osona) protegida com a Bé Cultural d'Interès Local.

## Descripció
Es tracta d'un immoble de planta baixa, dos pisos i golfes. La porta d'entrada és d'arc escarser. Als pisos hi ha balcons i finestres a les golfes. A un costat té un cos prismàtic que sobresurt. Aquest presenta una tribuna amb una terrassa al damunt. La coberta és de teula àrab i té un ràfec que sobresurt. La façana està acabada amb esgrafiats.